# Pedro Cubilla
Pedro Ramón Cubilla Almeida (25. oktober 1933 - 16. marts 2007) var en uruguayansk fodboldspiller (midtbane).
Cubilla spillede i perioden 1961-62 syv kampe for det uruguayanske landshold. Han var en del af landets trup til VM 1962 i Chile. På klubplan spillede han blandt andet i hjemlandet for Peñarol og Defensor Sporting, samt i Argentina for Huracán.